# حمیدرضا پهلوی
حمیدرضا پهلوی (۱۳ تیر ۱۳۱۱ – ۲۱ تیر ۱۳۷۱) یازدهمین و آخرین فرزند رضاشاه بود.
او که هفتمین پسر رضاشاه و پنجمین فرزند وی از عصمت دولتشاهی بود، در ۱۳ تیر ماه ۱۳۱۱ برابر با ۴ ژوئیهٔ ۱۹۳۲ به دنیا آمد و تحصیلات ابتدایی را در مدرسه نظام تهران سپری کرد.
او پس از استعفا و تبعید پدرش با او به آفریقای جنوبی رفت و پس از مرگ رضاشاه در سال ۱۳۲۳ برای ادامهٔ تحصیل به بیروت فرستاده شد و سپس از آنجا به نیویورک رفت. او اهل خوشگذرانی بود؛ به همین دلیل در ۱۹ سالگی مقدمات ازدواج او را فراهم کردند و در سال ۱۳۳۰ با دخترعموی مادرش مینو دولتشاهی فرزند ابوالفتح دولتشاهی ازدواج کرد و صاحب یک دختر به نام نیلوفر پهلوی شد؛ ولی این ازدواج اندکی بعد به جدایی انجامید.
پهلوی از جمله نقش‌آفرینان کلیدی کودتای ۲۸ مرداد ۱۳۳۲ بود.
او سپس با هما خامنه ازدواج کرد که از او هم صاحب دو فرزند به نام‌های نازک و بهزاد شد. این ازدواج هم دوامی نیافت.

## آژانس هواپیمایی همایونی
در اسناد ساواک آمده که حمیدرضا در خیابان تخت جمشید مقری دایر کرده بود که در آن از شرکت‌های هوایی برای قاچاق مواد مخدر به خصوص تریاک به داخل ایران، تولید و توزیع هرویین در تهران و دیگر شهرها استفاده می‌کرد. بر اساس این سند مقامات عالی در ارتش هم گاه حمیدرضا را در سفرهای کسب و کاری اش همراهی می‌کردند. شهرت حمیدرضا به آنجا رسید که در دهه ۱۹۶۰، بهترین هرویین موجود در تهران به هرویین حمیدرضا مشهور بود.
حمیدرضا از سوی خاندان پهلوی متهم بود که در مجامع و محافل موجبات آبروریزی خانواده پهلوی را فراهم می‌آورد. گزارش‌هایی از سوی ساواک خطاب به دربار ارسال می‌گردید که حاکی از اعتیاد و اعمال خلاف شئون از سوی او بود. عصمت دولتشاهی، مادر حمیدرضا، ضمن تأیید اعتیاد وی می‌گوید که او بر سر دستگیری دو تن از دوستان هما خامنه توسط ساواک، با نصیری درگیر شده و به ضمن کندن درجه‌های او به وی سیلی زده‌است و همین امر سبب تشدید گزارش‌ها علیه او توسط ساواک بوده‌است.

## درگذشت

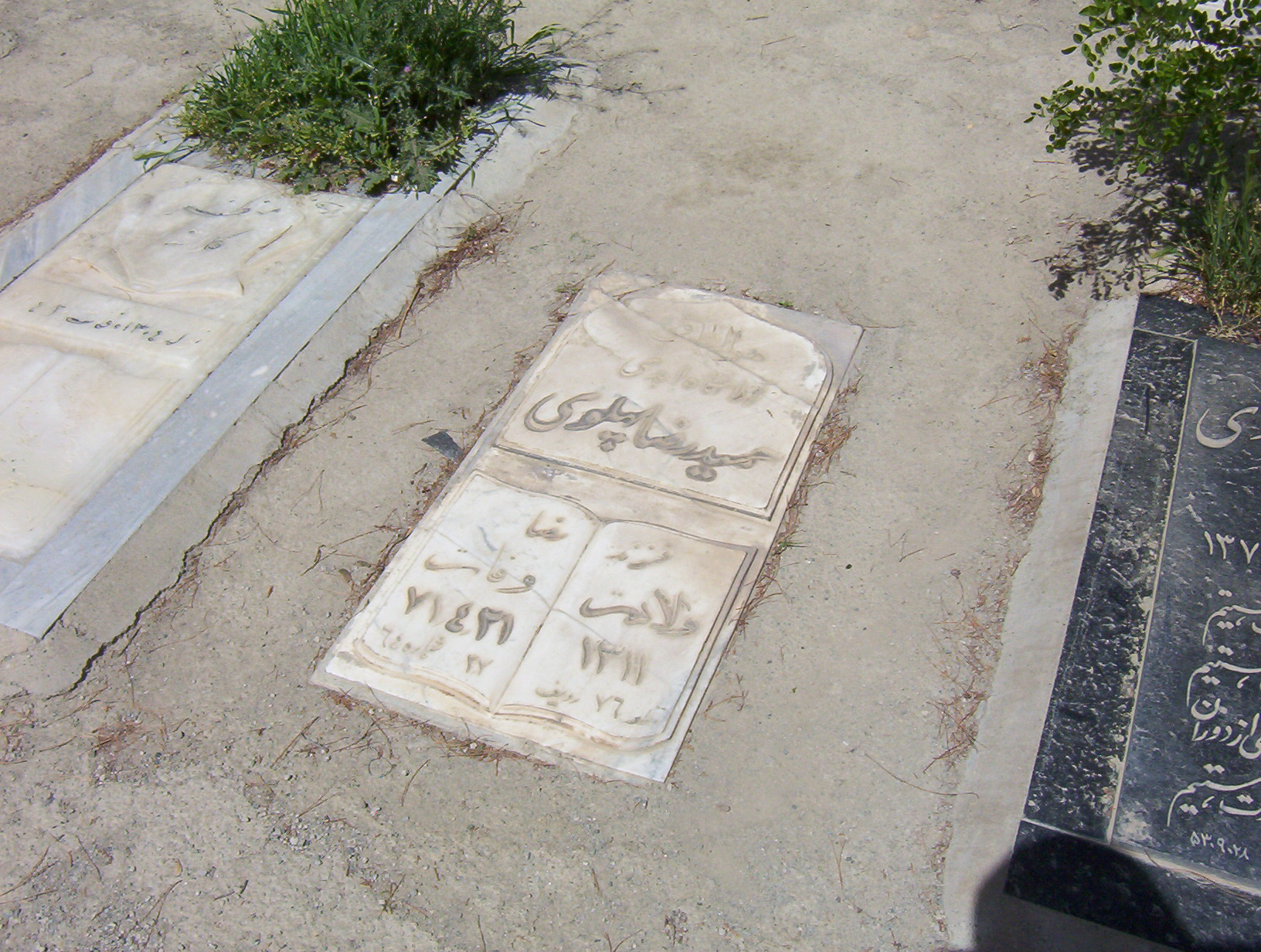
مدفن حمیدرضا پهلوی در بهشت زهرا تهران

حمیدرضا به علت عدم ارتباط با خاندان پهلوی، پس از انقلاب اسلامی ۱۳۵۷ ایران را ترک نکرد. وی چندی زندانی شد و نهایتاً در ۲۱ تیر ۱۳۷۱ درگذشت و در قطعه ۷۶ ردیف ۲۷ شماره ۶۴ بهشت زهرا دفن شد.